# Diego Galeano
Diego Alejandro Galeano (Mar del Plata, Buenos Aires, 24 de febrero de 1986) es un exfutbolista argentino que se desempeñaba como mediocampista. Su último club fue Los Andes de la Primera B Metropolitana y actualmente trabaja junto con Alejandro Migliardi como analista de video.

## Trayectoria

### Banfield (Mar del Plata)
Galeano comenzó su carrera en Mar del Plata con Banfield, que disputaba la Liga Marplatense de Fútbol. Marcó tres goles en tres partidos, y eso hizo asegurar su fichaje a Banfield de Buenos Aires, que estaba en Primera División.

### Banfield
Solamente disputó 3 partidos en el club de Lomas de Zamora, y a fin de año fue fichado de forma libre por el Doxa Katakopias que se encontraba en la máxima división de Chipre.

### Doxa Katakopias
Hizo su debut el 29 de agosto cuando Doxa Katakopias perdió 4-0 ante Apollon Limassol, que fue el primero de veintiún partidos que Galeano disputaría. También marcó cuatro goles en la primera división de Chipre, marcando contra el Anorthosis Famagusta. El 13 de febrero antes de marcar un doblete sobre APOP Kinyras Peyias; también había marcado en la Copa de Chipre frente al AEK Larnaca en enero.

### Sportivo Patria
A mediados de 2011, Galeano regresó a la Argentina para jugar el Torneo Federal B con el Club Sportivo Patria, de la provincia de Formosa. Convirtió un gol en tres partidos.

### Alvarado
Meses después, Galeano selló un movimiento a través de la liga hacia Alvarado.

### Unión (Mar del Plata)
Posteriormente fichó por Unión de Mar del Plata. Anotó cuatro goles en una temporada con el club, dos de los cuales fueron contra Guillermo Brown y uno contra el ex club Alvarado.

### Santamarina
Para la temporada 2013-2014, logró el campeonato y el ascenso directo con Santamarina a la tercera división.

### Los Andes
Ya asentado en la tercera división de Argentina, Galeano fichó por el Club Atlético Los Andes y siguió con su seguidillas de ascensos, ya que logró el ascenso a segunda división como CAMPEÓN, así quedando en la historia del club por sus grandes rendimientos al marcar 7 goles en 52 partidos.

### Boca Unidos
Luego de su gran paso por Los Andes, llegó libre a Boca Unidos que peleaba por el ascenso a la máxima división, pero jugó pocos partidos y no cumplió con lo esperado, quedando sin contrato en la final de la temporada.

### Barracas Central
Barracas Central se convirtió en el décimo equipo profesional de Galeano en enero de 2017. Anotó ocho goles en la Primera B Metropolitana 2017-18 cuando llegaron a los play-offs, aunque se perdería después de perder en la primera ronda ante Defensores de Belgrano. Sin embargo, en 2018-19, Barracas Central ganaría el ascenso al ganar el título de liga de tercer nivel por primera vez.

### Los Andes
Regresó a Los Andes para el año 2019, pero el equipo descendió a tercera división en el mismo año, manteniéndose hasta la actualidad en esa liga. Logró el subcampeonato del Torneo Apertura de Primera B Metropolitana en el año 2021. Finalmente debido a reiteradas lesiones en el tobillo, se retiró a sus 36 años.

## Despedida conmemorativa y retiro del futbol profesional
El 12 de noviembre del año 2022, se le hizo en el Estadio Eduardo Gallardón un partido homenaje en presencia de hinchas milrayitas, excompañeros y amigos. Diego estuvo acompañado por varias glorias de la institución, donde disputaron un encuentro entre “Los campeones Milrayitas del 2014”, dirigido por Fabián Nardozza y un combinado nacional denominado “Los Gauchos”. Entre los excompañeros que se encontraban allí, estaban: Alejandro Noriega, Carlos Yaqué, Jonathan Tridente, Ricardo Daniel Vera, Leandro Brey, Daniel Franco, Hernan Da Graca, Diego Cisterna, Orlando Romero, entre otros como Mariano Peralta Bauer.